# 4452 Ullacharles
A 4452 Ullacharles (ideiglenes jelöléssel 1988 RN) a Naprendszer kisbolygóövében található aszteroida. Poul Jensen fedezte fel 1988. szeptember 7-én.